# Uthal (Pakistán)
Uthal (اوتھل en urdu) es la capital del distrito de Lasbela en la provincia de Baluchistán de Pakistán. Uthal está situada en el suroeste del país, en la costa del Mar Arábigo, a 1.100 km al suroeste de la capital Islamabad. Según el censo de 1998, Uthal tenía 13.926 habitantes estimándose que en 2010 alcanzaría los 14.162 habitantes.

## Geografía
Su posición geográfica es una llanura situada a unos 30 kilómetros del Mar Arábigo a 43 metros sobre el nivel del mar, en el valle del río Kharrari. La zona montañosa más cercana tiene una elevación de 439 metros sobre el nivel del mar, localizada a 20 kilómetros al este de Uthal. Sus alrededores están escasamente poblados con una densidad de población relativamente baja, 24 habitantes por kilómetro cuadrado. No hay otras ciudades a su alrededor.
En las proximidades, hacia el sur se encuentra el área protegida de Miani Hor, una bahía pantanosa de unos 60 kilómetros de longitud, en la que confluyen dos ríos estacionales, el Porali y el Windor. Es el único lugar en Pakistán donde coexisten tres especies de manglares, Avicennia marina , Rhizophora mucronata y Ceriops tagal. 
La población de Uthal está constituida fundamemtalmente por Baluchis, seguida de Sindhis. La población es predominantemente musulmana .

## Clima
El clima es cálido con una media de temperatura de unos 29 °C siendo abril el mes más caluroso con media una de 34 °C, y el mes más frío enero con 22 °C. Las precipitaciones son escasas, promediando 107 milímetros por año siendo septiembre el mes más lluvioso (con 40 milímetros), y el mes más seco octubre, con tan solo 1 milímetro.

## Educación
La ciudad cuenta con la Lasbela University of Agriculture, Water and Marine Science que cuenta con varias facultades:
- Facultad de Educación, creada en 2013
- Facultad de Agricultura, en 2005
- Facultad de Ciencias del Mar, en 2005
- Facultad de Ciencias Sociales-Departamento de Economía, en 2011-2012
- Facultad de Veterinaria y Ciencias Animales, en 2007
- Facultad de Gestión de Recursos Hídricos, en 2012
- Facultad de Idiomas y Lingüística, en 2007

## Ejército
Dada su posición cercana al Mar Arábigo, en Uthal se instaló la base naval que aloja al Primer batallón de Guardacostas de Pakistán.

## Comunicaciones
El aeropuerto más cercano es el Aeropuerto Internacional Jinnah (IATA:KHI) situado a 114 kilómetros al sureste de la ciudad de Uthal en la ciudad de Karachi con la que está comunicada a través de su principal carretera, la Regional Cooperation for Development Hwy (N-25), a 120 kilómetros.